# Лазерный взрыв
«Лазерный взрыв» (англ. Laserblast) — американский независимый научно-фантастический фильм Майкла Рэя 1978 года.

## Сюжет
Два тиранозавроподобных существа, гоняясь по Вселенной за человекоподобным противником, догнали его на Земле и где-то в пустынной местности убили. Разложили на молекулы. А смертоносное лазерное оружие своего врага уничтожить не успели — пришлось немедленно скрыться, так как появился случайно пролетавший мимо «человеческий» самолёт. Через несколько часов по этой же пустынной местности проезжал молодой человек Билли Данкан. У него были большие проблемы во взаимоотношениях с ровесниками, родителями и окружающими, а также у него иногда возникало особенно острое желание со всеми свести счёты. Обнаружив непонятную вещицу, подросток стал играться ею и обнаружил её убойную силу…

## В ролях
- Ким Милфорд — Билли Дункан
- Шерил Смит — Кэти Фарли
- Джанни Руссо — Тони Крейг
- Родди Макдауэлл — доктор Меллон
- Кинан Уинн — полковник Фарли
- Деннис Бёркли — помощник шерифа Пит Унгар
- Бэрри Катлер — помощник шерифа Джесси Джип
- Майк Бобенко — Чак Боран
- Эдди Дизен — Фрогги
- Рон Мэйсэк — шериф